# 静岡市立長田西中学校
静岡市立長田西中学校（しずおかしりつ おさだにしちゅうがっこう）は、静岡県静岡市駿河区にある公立中学校。

## 概要
駿河区の西端に位置し、安倍川の西岸から鞠子宿や宇津ノ谷峠の静岡市側までと、比較的広い地域を学区に持つ。
部活動に力を入れており、特に陸上部では全国大会出場者を多く出している。吹奏楽は毎年県大会に出場するなど結果を多く出している。

## 沿革

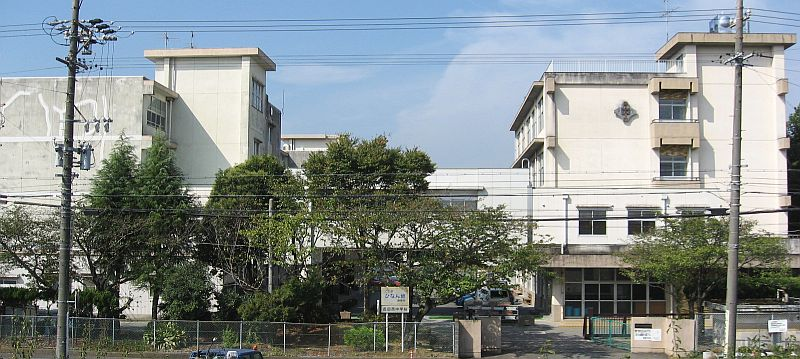
近景

- 1947年（昭和22年）5月 - 開校。長田西小学校校舎を使用して授業を行う
- 1951年（昭和26年）10月 - 現在地（当時の地番：静岡市丸子9番地）に移転
- 1953年（昭和28年） - 校歌制定
- 1969年（昭和44年） - JRC（青少年赤十字）加盟

## 小学校区
- 静岡市立長田北小学校
- 静岡市立長田西小学校

## 出身者
- 柴原誠
- 岩藤理恵（柔道選手）
- 西澤健太（サッカー選手）

## アクセス
- しずてつジャストライン中部国道線・丸子線・丸子小坂線・丸子清閑町線 ｢轟橋｣停留所から、徒歩5分